# Iathrippa longicauda
Iathrippa longicauda là một loài chân đều trong họ Janiridae. Loài này được Chilton miêu tả khoa học năm 1884.